# La Véritable Histoire du Petit Chaperon rouge
Série
La Revanche du Petit Chaperon rouge
(2011)
Pour plus de détails, voir Fiche technique et Distribution.
La Véritable Histoire du Petit Chaperon rouge (Hoodwinked!) est un long métrage d'animation américain en images de synthèse sorti fin 2005 en Californie et début 2006 dans le reste des États-Unis puis dans le monde.
C'est une interprétation décalée et humoristique du célèbre conte, sous forme d'enquête policière, structurée de la même manière que les films Rashōmon et Usual Suspects. Sa suite, La Revanche du Petit Chaperon rouge, est sortie en 2011.
Le film a reçu sa propre chanson thème pour la sortie japonaise "Daisuki! Happy end" de Yuko Hara,,,.

## Synopsis
Le Petit Chaperon rouge revu et corrigé : une enquête délirante sur ce qui s'est réellement passé dans la maison de sa grand-mère.
Le Petit Chaperon rouge - livreuse de gâteaux - rend visite à sa Mère-Grand Puckett et est attaquée par le Loup déguisé en Mère-Grand, lorsque la grand-mère sort ligotée du placard et que Kirk, le Bûcheron fait une entrée fracassante par la fenêtre... La scène est coupée : plus tard, dans la soirée, la police de la forêt arrive. L'inspecteur Ted Grizzly pense enfin tenir le voleur de recettes de gâteaux avec Loup, mais le détective Nicky Flippers (une grenouille) intervient et décide de procéder dans l'ordre : il veut interroger les quatre personnes présentes lors de l'altercation.
Le récit du Petit Chaperon rouge rappelle le contexte : les pâtissiers de la forêt ferment les uns après les autres à cause du voleur qui leur a dérobé leurs livres de recettes. Seule, Mère-Grand, célèbre cuisinière, conserve les siennes. Mais Rouge est inquiète et décide de visiter sa grand-mère pour mieux cacher le livre des recettes. Son récit accuse Loup qui l'a agressée à plusieurs reprises dans la journée.
Loup se révèle être un journaliste en quête du scoop sur l'identité du voleur : il soupçonne Rouge. Avec Secousse (ou Va-vite au Québec) son photographe (un écureuil très fortement disjoncté), il l'a suivie pour l'interroger, ce qui a pu passer pour une menace. Cependant, il ne sait pas comment la grand-mère a fini ficelée dans le placard.
Kirk, le Bûcheron, avec sa hache, est un suspect d'importance... jusqu'à ce qu'il se révèle être un inoffensif vendeur de schnitzels rêvant d'un rôle d'acteur. Un agent lui propose une deuxième chance pour le lendemain s'il parvient à incarner parfaitement le rôle du Bûcheron. Malgré la tristesse de s'être fait dévaliser et démonter son camion, il trouve le rôle et se met à abattre arbre sur arbre... jusqu'à se retrouver jeté dans le salon de Mère-Grand par la chute d'un de ces arbres. Sa présence est purement accidentelle, même si l'identité des voleurs de camion reste mystérieuse.
Mère-Grand Puckett est donc l'objet de tous les regards : serait-elle cet ignoble voleur de recettes qui veut créer un monopole sur les gâteaux ? Elle cache en effet un secret à sa petite-fille : elle est championne de sports extrêmes. D'ailleurs, dans l'après-midi, elle a eu fort à faire avec quatre skieurs européens venus l'assassiner au cours d'une descente en hors-piste (et qui explique plusieurs éléments des versions de Rouge et de Loup). Accidentellement ficelée et enfermée dans un placard lorsque son parachute s'est emmêlé dans le ventilateur, elle est innocentée, mais perd la confiance de Rouge qui rêve d'avoir une vie aussi trépidante que celle de sa grand-mère.
Flippers parvient à trouver l'élément commun aux quatre témoignages : le lapin Boingo était présent à plusieurs moments importants pour que les quatre témoins se retrouvent au cœur du quiproquo initial et qu'il puisse voler le livre de recettes de Mère-Grand caché dans le panier de Rouge. Les policiers se précipitent au bas de la montagne.
Mère-Grand et ses deux nouveaux alliés la gravissent pour retrouver dans une ancienne gare du téléphérique, la base secrète du Lapin.

## Fiche technique
- Titre original : Hoodwinked!
- Titre français et québécois : La Véritable Histoire du Petit Chaperon rouge
- Réalisation : Cory Edwards (en)
  - Coréalisation : Todd Edwards (en) et Tony Leech (en)
- Scénario : Cory Edwards (en), Todd Edwards (en) et Tony Leech (en)
- Musique : John Mark Painter (en)
- Montage : Tony Leech (en)
- Production : Katie Hooten (en), Maurice Kanbar (en), David Lovegren (en), Sue Bea Montgomery (en), Preston Stutzman (en), Harvey Weinstein et Bob Weinstein
- Sociétés de production : The Weinstein Company, Kanbar Entertainment (en), Kanbar Animation (en), Blue Yonder Films
- Sociétés de distribution : Alliance Atlantis Vivafilm et Universal Studios Home Entertainment Canada
- Pays de production :  États-Unis
- Durée : 80 minutes (1h20)
- Dates de sortie :
  - Australie : 9 décembre 2005
  - États-Unis et Canada : 13 janvier 2006
  - France : 25 janvier 2006

## Distribution

### Voix originales
- Anne Hathaway : Rouge Puckett
- Glenn Close : Grand-Mère Puckett
- James Belushi : Kirk
- Patrick Warburton : Le loup
- Anthony Anderson : Bill Stork
- David Ogden Stiers : Nicky Flippers
- Xzibit : Ted Grizzly
- Jennifer Seguin : Horse Rider Lady
- Jodi Carlisle (en) : Vieille Femme
- Chazz Palminteri : Woolworth
- Andy Dick : Boingo
- Benjy Gaither : Japeth
- Joshua J. Greene : Jimmy Lizard
- Ken Marino : Raccoon Jerry
- Cory Edwards (en) : Secousse
- Tye Edwards : Dolph
- Todd Edwards : Sandwich Man
- Tom Kenny : Tommy
- Tara Strong : Zorra
- Kevin Michael Richardson : P-Biggie
- Preston Stutzman (en) : Timmy
- Tony Leech (en) : Glen

### Voix françaises
- Maureen Dor : Rouge Puckett
- Dominique Lavanant : Grand-Mère Puckett
- Michel Elias : Kirk / l’ours skieur / le narrateur
- Michel Leeb : Le loup
- William Coryn : Bill Stork
- Edgar Givry : Nicky Flippers
- Michel Vigné : Ted Grizzly
- Philippe Peythieu : Woolworth
- Emma Deschandol : Porcupine
- Éric Métayer : Boingo
- Michel Mella : Japeth
- Thierry Wermuth : Jimmy Lizard / Raccoon Jerry
- Donald Reignoux : Secousse / le penguin skieur
- Daniel Beretta : Dolf, l'homme fort
- Jean-Loup Horwitz : Tommy
- Roxanne Pechin : Quill
- Olivier Constantin, Richard Ross, Claude Lombard : Chanteurs

### Voix québécoises
- Karine Vanasse : Rouge
- Béatrice Picard : Grand-Mère Puckett
- Raymond Bouchard : Kirk, le Bûcheron
- Pierre Lebeau : Loup
- Gilbert Lachance : Bill Stork
- Benoît Rousseau : Nicky Flippers / Narration
- Stéphane Rivard : Chef Ted Grizzly
- Jean-François Beaupré : Boingo, le Lapin
- Patrick Norman : Japeth, le bouc
- François Sasseville : Va-vite, l'écureuil
- Martin Deschamps : Castor (chant)
- Loco Locass : Chanson de grand-mère Pocket[5]

## Suite
Une suite de ce film, La Revanche du Petit Chaperon rouge, est sortie en 2011. Rouge, Le Loup, Mère-Grand et Secousse (canadien : Va-Vite) l'écureuil caféinomane sont devenus des espions de l'agence « Ils Vécurent Heureux ».